# Wedding Agreement: Die Serie
Wedding Agreement: Die Serie (Originaltitel: Wedding Agreement The Series) ist eine indonesische Serie, basierend auf dem gleichnamigen Film der Produktionsfirma Starvision Plus aus dem Jahr 2019. Wie schon bei der Filmvorlage zeichnete auch hier Archie Hekagery für die Regie verantwortlich. In Indonesien fand die Premiere der Miniserie am 25. März 2022 als Hotstar Original auf Disney+ Hotstar statt. Im deutschsprachigen Raum erfolgte die Erstveröffentlichung der Serie am 15. März 2023 durch Disney+ via Star als Original.
Die Serie wurde im November 2022 von Disney+ Hotstar um eine zweite Staffel verlängert.

## Handlung
Bian entstammt einer angesehenen Familie und ist seit ein paar Jahren mit Sarah zusammen. Doch seine Eltern missbilligen diese Beziehung. Stattdessen wollen sie, dass ihr Sohn mit Tari zusammenkommt, einer jungen Frau aus einer religiösen Familie. Bian kann dem Willen seiner Eltern nicht viel entgegensetzen und beugt sich schließlich. Kurze Zeit später heiratet er auch Tari. Sein Herz jedoch gehört immer noch Sarah, mit der er sich immer noch trifft. Bian zeigt sich gegenüber Tari von seiner kaltherzigen Seite und würdigt sie kaum eines Blickes. Dann eines Tages legt er ihr einen Ehevertrag vor und bittet sie, diesen zu unterschreiben. Der Vertrag sieht vor, dass beide ihr Leben unabhängig voneinander führen, obwohl sie zugleich verheiratet sind, und im selben Haus wohnen. Sie schlafen in getrennten Zimmern, gehen ihren eigenen Aktivitäten nach, kümmern sich um ihre eigenen Bedürfnisse und mischen sich nicht in das Leben des anderen ein. Außerdem ist vorgesehen, dass sie sich nach einer gewissen Zeit scheiden lassen, so dass Bian dann Sarah heiraten kann, die insgeheim seine Verlobte ist. Tari unterzeichnet den Vertrag, allerdings nicht ganz ohne Widerspruch. Doch das Chaos nimmt erst seinen Lauf. Und bald stellt sich die Frage, wie es für alle enden wird.

## Besetzung und Synchronisation

### Hauptdarsteller
| Rolle                     | Schauspieler      | Synchronsprecher |
| ------------------------- | ----------------- | ---------------- |
| Biantara „Bian“ Wicaksana | Refal Hady        |                  |
| Btari „Tari“ Hapsari      | Indah Permatasari |                  |
| Sarah                     | Susan Sameh       |                  |
| Ami                       | Zsazsa Utari      |                  |
| Kinan                     | Chantiq Schagerl  |                  |
| Papa von Bian             | Bucek             |                  |
| Mama von Bian             | Unique Priscilla  |                  |
| Pakde                     | Mathias Muchus    |                  |
| Bude                      | Cut Mini Theo     |                  |
| Rafa                      | Ibrahim Risyad    |                  |

### Nebendarsteller
| Rolle    | Schauspieler       | Synchronsprecher |
| -------- | ------------------ | ---------------- |
| Agung    | Christoffer Nelwan |                  |
| Bi Darmi | Yati Surachman     |                  |
| Karli    | Naufal Samudra     |                  |
| Ayah Ami | Rahman Avri        |                  |
| Boy      | Boy Idrus          |                  |
| Aldi     | Wafda Saifan       |                  |

## Episodenliste

### Staffel 1
| Nr. (ges.) | Nr. (St.) | Deutscher Titel              | Originaltitel             | Erstveröffentlichung (Indonesien) | Deutschsprachige Erstveröffentlichung (D/A/CH) |
| ---------- | --------- | ---------------------------- | ------------------------- | --------------------------------- | ---------------------------------------------- |
| 1          | 1         | Die Hochzeitsvereinbarung    | Orang Ketiga              | 25. März 2022                     | 15. März 2023                                  |
| 2          | 2         | Die falsche Ehefrau          | Istri Bohongan            | 1. Apr. 2022                      | 15. März 2023                                  |
| 3          | 3         | Die Hoffnung bleibt          | Mawar Merah Untuk Suamiku | 8. Apr. 2022                      | 15. März 2023                                  |
| 4          | 4         | Ein Herz für Zwei            | Jodoh Yang Terbaik        | 15. Apr. 2022                     | 15. März 2023                                  |
| 5          | 5         | Lebewohl, meine Liebe        | Selamat Tinggal Kekasih   | 22. Apr. 2022                     | 15. März 2023                                  |
| 6          | 6         | Eine zweite Vereinbarung     | Perjanjian Kedua          | 29. Apr. 2022                     | 15. März 2023                                  |
| 7          | 7         | Jemand aus der Vergangenheit | Seseorang Dari Masa Lalu  | 6. Mai 2022                       | 15. März 2023                                  |
| 8          | 8         | Sie ist immer da             | Selalu Ada Dia            | 13. Mai 2022                      | 15. März 2023                                  |
| 9          | 9         | Ein ungebetener Gast         | Tamu Tak Diundang         | 20. Mai 2022                      | 15. März 2023                                  |
| 10         | 10        | Das Ende ist der Anfang      | Akhir Adalah Permulaan    | 27. Mai 2022                      | 15. März 2023                                  |

## Musik
- „Kontras“ – Figura Renata
- „Jawab Cinta“ – dUA
- „Cinta Stroberi“ – Summerlily feat. Reza Rahadian